# Carl Friedrich von Poser und Groß-Naedlitz
Carl Friedrich von Poser und Groß-Naedlitz (geb. 1. April 1700 in Säbischdorf, Fürstentum Schweidnitz; gest. 25. August 1776) war ein preußischer Landrat.

## Herkunft und Leben
Carl Friedrich von Poser und Groß-Naedlitz war Angehöriger des schlesischen Uradelsgeschlechts Poser und Groß-Naedlitz. Er war der Sohn von Sigismund Moritz von Poser und Groß-Naedlitz (1665–1731), dänischer Leutnant und Erbherr auf Säbischdorf im Kreis Schweidnitz. Seine Mutter war Catharina Marianne († 1709), geborene von Jonau. Carl Friedrich erhielt zunächst Hausunterricht, bevor er das Elisabet-Gymnasium in Breslau besuchte. Am 29. September 1719 immatrikulierte er sich an der Universität Wittenberg, von wo er im Oktober 1721 an die Universität Jena wechselte. 
Nach Ende seines Studiums bereiste er zusammen mit dem späteren Oberamtsrat Hanns Friedrich von Saurma (1699–1779) Deutschland, Belgien, Holland und die Niederlande. 1722 kehrte er zurück in die Heimat und bewirtschaftete ab 1724 das Gut Grunau seines Vaters. 1731 veräußerte er Grunau und erwarb stattdessen im Jahr 1732 Radaxdorf im Kreis Neumarkt. Im Januar 1734 wurde er von der Ritterschaft des Fürstentums Breslau und des Weichbildes Neumarkt zum Deputierten beim Landeskollegium gewählt. Im Dezember 1739 erhielt er zusätzlich das Amt als Präsident der Akzisekommision des Fürstentums Breslau. Von Januar 1742 bis Juni 1759 amtierte er als erster Landrat des Kreises Neumarkt.

## Persönliches
Carl Friedrich von Poser und Groß-Naedlitz besaß neben Radaxdorf noch die Güter Sagschütz, Schützendorf und Skalitz. Im Juli 1724 heiratete er in erster Ehe Johanna Eleonore (1701–1734), geb. von Poser auf Wenig Mohnau im späteren Kreis Schweidnitz. Im Juni 1736 vermählte er sich in zweiter Ehe mit Eleonore Caroline (1719–1801), geb. von Poser auf Wenig Mohnau. Die Söhne aus dieser Ehe waren Friedrich Wilhelm (1745–1815) Regierungspräsident in Küstrin, Carl Moritz (* 1752), Cornet im Husaren-Regiment von Werner,  und ein dritter Sohn, der Fähnrich im Regiment von Krokow war und unerlaubt das Land verlassen hatte.

## Publikation
- Carl Friedrich von Poser: Sammlung genealogischer Nachrichten von dem schlesischen Geschlechte Derer von Poser. Jauer 1767, S. 1–128 (slub-dresden.de [abgerufen am 20. Mai 2025]).